# Nephodia filiforma
Nephodia filiforma är en fjärilsart som beskrevs av Paul Dognin 1914. Nephodia filiforma ingår i släktet Nephodia och familjen mätare. Inga underarter finns listade i Catalogue of Life.